# Viničné Šumice
Viničné Šumice, bis 1925 Šumice (deutsch Schumitz), ist eine Gemeinde in Tschechien. Sie liegt vier Kilometer nordwestlich von Rousínov und gehört zum Okres Brno-venkov.

## Geographie
Viničné Šumice befindet sich am südlichen Fuße des Drahaner Berglandes. Das von Obstgärten und terrassenförmig angelegten Weinbergen umgebene Dorf ist der nördlichste Weinbauort Mährens.
Nachbarorte sind Olšany im Nordosten, Vítovice und Královopolské Vážany im Osten, Rousínov und Slavíkovice im Südosten, Kovalovice im Süden, Sivice im Südwesten, Pozořice im Westen sowie Jezera und Hostěnice im Nordwesten.

## Geschichte
Archäologische Funde deuten auf eine Besiedlung des Gemeindegebiets seit der Jungsteinzeit hin. Der Schwerpunkt der Funde stammt aus der Bronzezeit. Die meisten dieser Stücke lagern heute als Teil der Sammlung Antonín Procházka im Magazin Rebešovice des Mährischen Landesmuseums. 1945 entdeckte der Brünner Frühgeschichtler Josef Poulík im Südosten der Ortsfluren eine ovale Bodenvertiefung mit Funden aus der Mitteldonauländischen Hügelgräberkultur, die später als Kultstätte einer Fruchtbarkeitsgottheit gedeutet wurde.
Die erste schriftliche Erwähnung von Šumice erfolgte im Jahre 1350 im Zuge einer Erfassung des mährischen Adelsbesitzes für die Einrichtung des Landesgerichtes in Brünn. Besitzer war zu dieser Zeit das Geschlecht von Wildenberg. 1371 verkaufte Půta von Wildenberg die Burg Wildenberg mit allem Zubehör, darunter auch Šumice, an Markgraf Johann Heinrich. Die Burg erlosch während des mährischen Bruderkrieges zwischen Johann Heinrichs Söhnen Jobst und Prokop. Durch Markgraf Jobst erfolgte zwischen 1385 und 1406 ein Ausverkauf der Dörfer der Wildenberger Herrschaft. Im Jahre 1402 erhielt Peter von Krawarn auf Plumlov die Dörfer Šumice, Pozořice, Kovalovice und Sivice als Geschenk. Zu diesem Zeitpunkt galt die Burg bereits als wüst. 1406 schenkte Markgraf Jobst Peter von Krawarn auch die bis dahin in seinem Besitz verbliebenen restlichen Wildenberger Güter. Seit 1417 besitzt Šumice das Bergrecht. Weinbau wurde auf den Fluren Horní Hora, Dolní Hora, Pšenky, Regle und Jezviny betrieben, auf letzterer befinden sich heute Felder. Seit dem 15. Jahrhundert wechselten die Grundherren mehrfach, seit 1637 gehörten die Güter dem Haus Liechtenstein. Im Jahre 1807 brachen in Šumice drei Großfeuer aus, die letztlich das gesamte aus strohgedeckten Häusern bestehende Dorf in Schutt und Asche legten.
Nach der Aufhebung der Patrimonialherrschaften bildete Šumice ab 1850 eine politische Gemeinde in der Bezirkshauptmannschaft Wischau. 1893 brannten die Häuser in den Ortslagen Hloušek und Hradská nieder. 1925 wurde die Gemeinde in Viničné Šumice umbenannt.
Nach der Auflösung des Okres Vyškov wurde Viničné Šumice 1950 dem Okres Slavkov zugeordnet. Dieser bestand bis 1960 und seit Beginn des Jahres 1961 gehört die Gemeinde zum Okres Brno-venkov.

## Gemeindegliederung
Für die Gemeinde Viničné Šumice sind keine Ortsteile ausgewiesen.

## Sehenswürdigkeiten
- Kapelle
- mehrere Wegkreuze
- Reste der Burg Vildenberk, in den Wäldern nördlich des Dorfes
- Reste der Burg Hrádek u Vítovic, in den Wäldern nördlich des Dorfes
- Reste der Feste Hradištek, nordwestlich von Viničné Šumice
- Naturdenkmal Hynčicovy skály, in den Weinbergen nordöstlich von Viničné Šumice